# Otto Jespersen
Jens Otto Harry Jespersen (daneză: [ˈʌtsʰo ˈjespɐsn̩]; n. 16 iulie 1860, Randers, Regiunea Midtjylland, Danemarca – d. 30 aprilie 1943, Roskilde, regiunea Sjælland, Danemarca) a fost un lingvist danez specializat în gramatica limbii engleze. Steven Mithen îl descrie ca fiind „unul dintre cei mai mari cercetători ai limbii din secolele al XIX-lea și al XX-lea”.

## Biografie

### Copilărie
Otto Jespersen s-a născut în Randers în Jutland, ca fiu al lui Jens Bloch Jespersen (1813–1870) și Sophie Caroline Bentzien (1833–1874). A fost unul din cei nouă copii ai lor. În copilărie, a fost inspirat de lucrările filologului danez Rasmus Rask și de biografia lui Rask, și cu ajutorul gramaticilor lui Rask a învățat singur câte ceva din islandeză, italiană și spaniolă.

### Activitatea academică
Jespersen a intrat la Universitatea din Copenhaga în 1877, la vârsta de 17 ani, studiind inițial dreptul, dar fără să uite de studiile lui lingvistice. În primul său an la universitate, a participat la un curs susținut de Sophus Heegaard privind istoria evoluționismului de la greci până în prezent; acest curs i-a atras atenția asupra ideilor lui Herbert Spencer, iar mai târziu, de-a lungul vieții, și-a amintit cu plăcere de acest curs. Jespersen a predat limbi străine într-o școală secundară inferioară, iar din 1880 până în 1887 a fost stenograf la Rigsdag (parlamentul danez). Veniturile obținute din aceste activități i-au permis în 1881 să se concentreze complet asupra limbilor străine. În urma introducerii unei noi diplome, Skoleembedseksamen, Jespersen a trecut la aceasta, alegând franceza ca materie principală și engleza ca o a doua materie secundară, prima fiind în mod obligatoriu latina. El a fost unul dintre numeroșii studenți care au cerut ca latina să devină facultativă, dar nu a avut succes. Jespersen a studiat cu Karl Verner, Hermann Möller și în special cu Vilhelm Thomsen printre lingviști; și mai larg, cu Harald Høffding: datorită lui Høffding, Jespersen a fost expus scrierilor și ideilor lui Darwin, John Stuart Mill și Herbet Spencer, dar și psihologiei introspective.
În 1887 a trecut Skoleembedseksamen. Pentru limba franceză, a ales să fie examinat pe Diderot, reflectând un entuziasm de durată pentru idealurile Revoluției franceze și Epocii Luminilor. De-a lungul vieții sale, Jespersen a rămas fidel idealurilor și metodelor primilor săi profesori. Atitudinile pozitiviste și evoluționiste, metodele fiziologice și psihologice în forma lor clasică și, în cele din urmă, umanismul liberal au fost esențiale pentru caracterul său.
Opiniile lui Jespersen cu privire la limbaj nu au fost influențate atât de considerații teoretice, cât de o concepție practică și, prin urmare, în mare măsură, de considerațiile funcționale ale limbajului; ca teoretician al limbajului, rămânea ancorat la realitate de fundamentele caracterului său. Chiar și atunci când făcea propuneri îndrăznețe precum cea a „progresului” unei limbi, el putea evita extremele.
În perioada 1887-1888 a călătorit în Anglia, Germania și Franța, întâlnindu-se cu lingviști precum Henry Sweet și Paul Passy și participând la cursuri la instituții precum Universitatea din Oxford. În urma unui sfat din partea mentorului său Vilhelm Thomsen potrivit căruia nu vor trece mulți ani până când va exista un post vacant pentru un specialist în limba engleză, s-a întors la Copenhaga în august 1888 și a început să lucreze la teza sa de doctorat despre sistemul de cazuri englez, pe care a susținut-o în 1891. Doctoratul l-a ajutat pe Jespersen să preia un post la universitate, fără salariu, în calitate de Privatdocent; a profitat de această ocazie pentru a ține cursuri despre Chaucer și engleza veche, dezvoltându-și astfel calificările pentru post; a scris, de asemenea, o carte despre Chaucer.
La demisia lui George Stephens din funcția de Docent, postul său nou vacant a fost transformat în cel de profesor de limba și literatura engleză. Jespersen a fost unul dintre cei patru candidați; ceilalți au fost Adolf Hansen și Jón Stefánsson (ambii destul de slabi), precum și William Craigie (pe atunci foarte tânăr). Fiind la curent cu filologia engleză, familiarizat cu literatura engleză și „[vorbind] engleza perfect”, Jespersen a fost ales.
Jespersen a fost profesor de engleză la Universitatea din Copenhaga din 1893 până la pensionarea sa în 1925. Aceasta nu a fost o poziție prea confortabilă: În 1911 a publicat un articol în ziarul Politiken în care descria condițiile precare în care se desfășura activitatea academică (subfinanțare gravă, și lipsa unei vârste obligatorii de pensionare pentru profesori) și, de asemenea, cum și-a convins soția să promită că îl va împușca dacă nu se va pensiona la 65 de ani. A rămas un personaj cu viziuni radicale, iar într-un articol de revistă publicat în 1914 a făcut și alte recomandări: Danemarca ar trebui să aibă mai mult de o universitate (cea de-a doua avea să apară abia în 1928), o Facultate de Divinitate nu are ce căuta într-o universitate modernă, ar trebui să existe stimulente financiare pentru ca studenții să urmeze studii postuniversitare și altele. Cu toate acestea, deși Jespersen a reușit să obțină eliminarea latinei ca disciplină minoră obligatorie, se poate deduce că a susținut includerea obligatorie a lui Chaucer, Spenser și Milton în cursul de engleză.
Jespersen a fost decan al Facultății de Arte din noiembrie 1904 până în noiembrie 1906; și rector (vicecancelar sau președinte) al universității din noiembrie 1920 până în noiembrie 1921. Printre angajamentele sale în calitate de rector s-au numărat un discurs la inaugurarea, în martie 1921, a Institutului de Fizică Teoretică (redenumit ulterior Institutul Niels Bohr). Un altul a fost un discurs întâmpinându-i pe noii studenți în septembrie 1921: „el îi îndeamnă [pe aceștia] să absoarbă tradiția academică și științifică (dar nu a fi critici cu profesorii lor!), singurul semn distinctiv autentic al academicienilor”.
Lucrările timpurii ale lui Jespersen s-au axat în principal pe reforma predării limbilor străine și pe fonetică, dar este mai cunoscut pentru lucrările sale ulterioare privind sintaxa și dezvoltarea limbajului.